# Fraser (Colombie-Britannique)
Pour les articles homonymes, voir Fraser.
Fraser est une localité le long de la Klondike Highway dans le Nord-Ouest de la Colombie-Britannique au Canada. La communauté n'a aucun commerce ni résident permanent à l'exception des employés du poste de douanes de l'Agence des services frontaliers du Canada ainsi qu'un camp de maintenance des routes du gouvernement territorial du Yukon et un petit projet privé d'hydroélectricité qui fournit l'électricité.

## Histoire
Historiquement, Fraser était un gare ferroviaire le long du chemin de fer White Pass and Yukon Route qui est devenue peu importante depuis la conversion aux locomotives diesel. De nos jours, le chemin de fer utiliser Fraser comme terminus pour les touristes où les passagers peuvent transférer pour un autre train ou un autocar.

## Vivre à Fraser
Il n'y a aucun commerce ni résident permanent à Fraser à l'exception des employés du poste de douanes de l'Agence des services frontaliers du Canada ainsi qu'un camp de maintenance des routes du gouvernement territorial du Yukon et un petit projet privé d'hydroélectricité qui fournit l'électricité. Les résidences de l'endroit sont louées aux employés des douanes et aux travailleurs pour la maintenance des routes.
Les services de téléphonie et d'Internet sont fournis à partir de Carcross au Yukon. Ainsi, Fraser utilise l'indicatif régional 867.